# Alberto Rosselli (architetto)
Alberto Rosselli (Palermo, 23 giugno 1921 – Milano, 10 luglio 1976) è stato un architetto e designer italiano, cofondatore dell'Associazione per il disegno industriale .

## Biografia

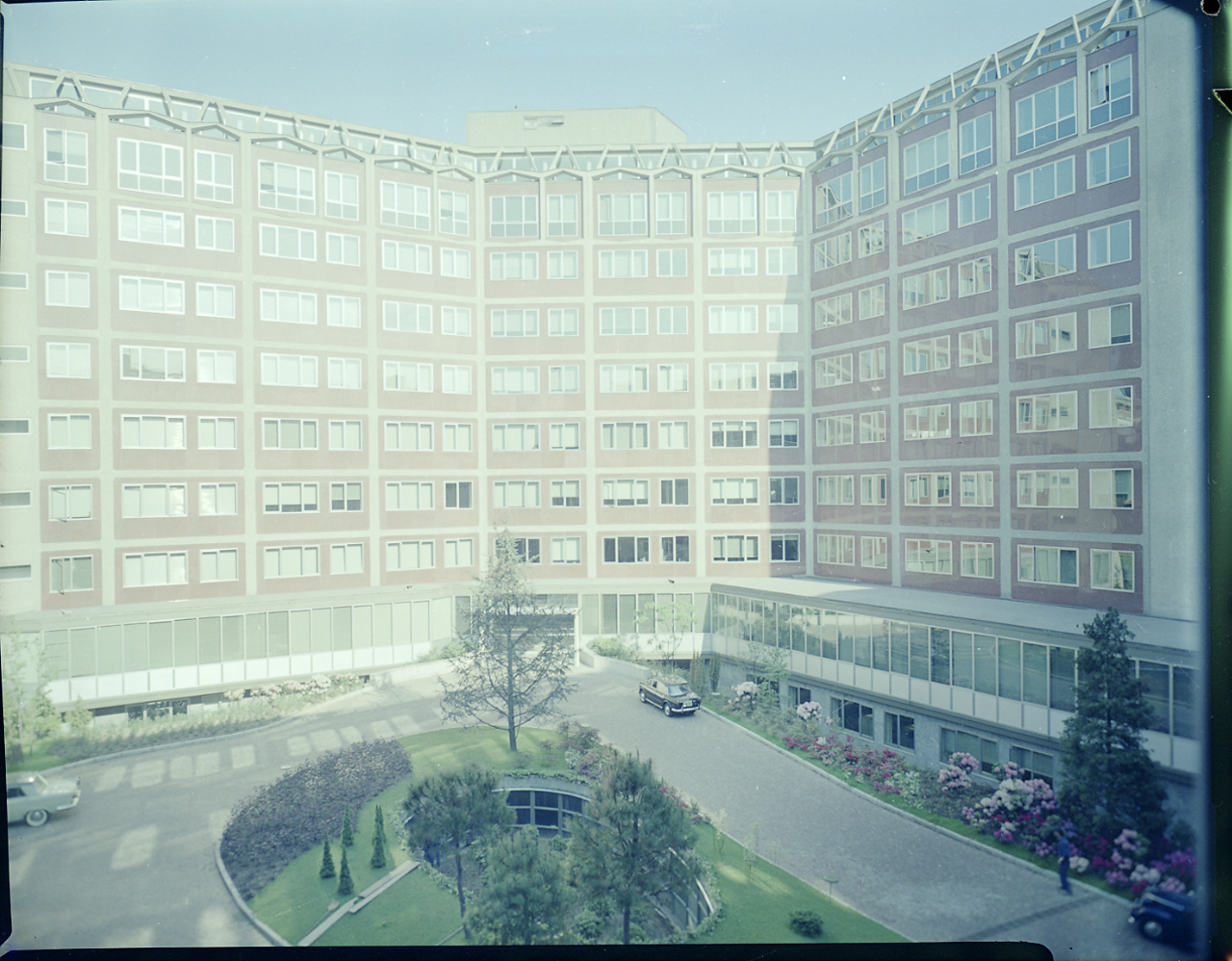
Edificio RAS, Milano (con Gio Ponti, Piero Portaluppi e Antonio Fornaroli). Foto di Paolo Monti, 1962.

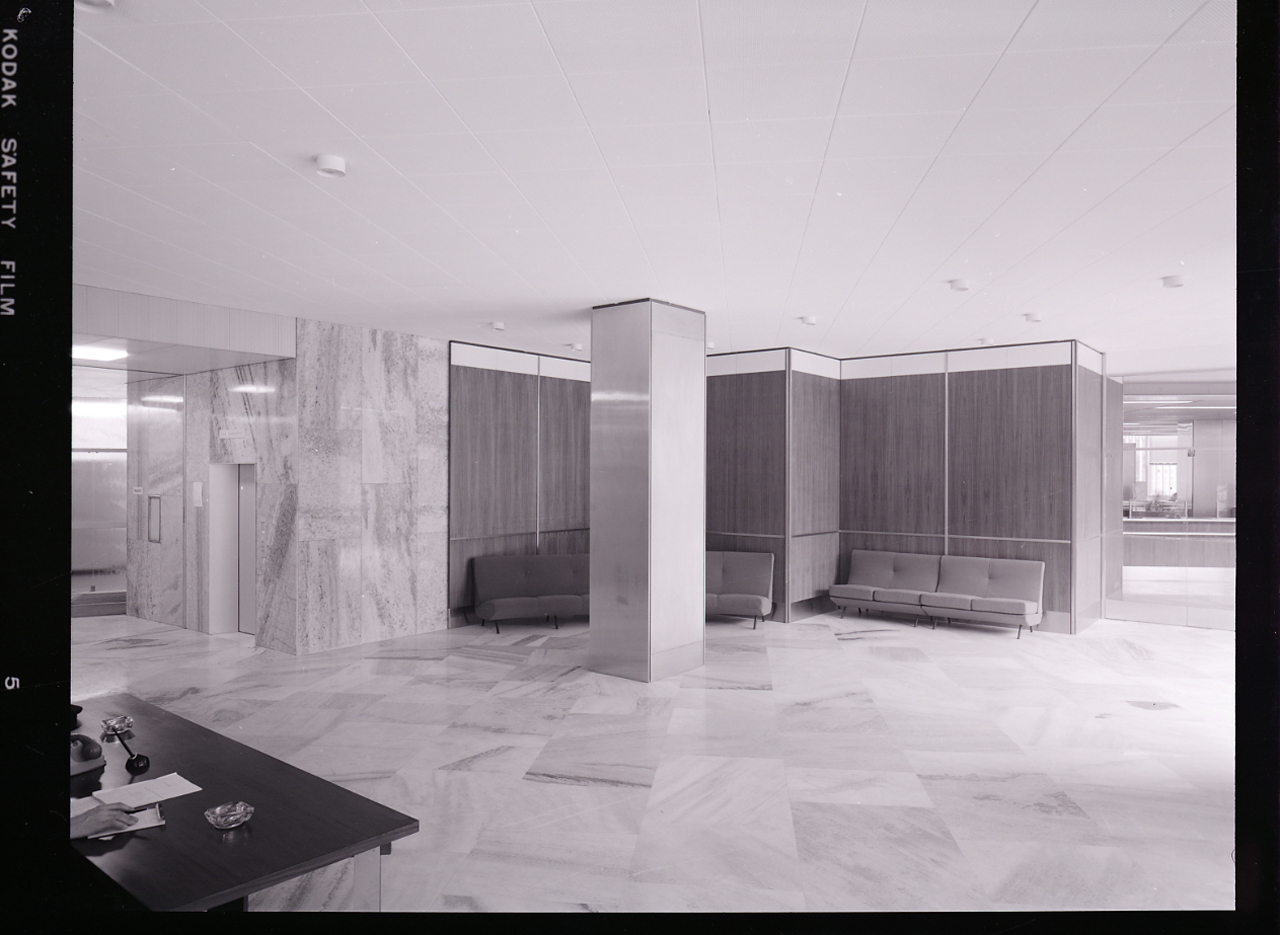
Edificio RAS, Milano. Interni. Foto di Paolo Monti, 1962.

Alberto Rosselli si iscrive inizialmente alla facoltà di ingegneria presso il Politecnico di Milano ma è costretto a interrompere gli studi durante la seconda guerra mondiale. Internato in Svizzera a partire dal ‘43, conoscerà a Losanna Ernesto Nathan Rogers e si avvicinerà all’architettura. Rientrerà in Italia con la fine del conflitto mondiale laureandosi in architettura nel 1947.
Nei primi anni del dopoguerra entra in contatto con Gio Ponti e dal 1949 inizierà a curare la rubrica Disegno per l’industria all’interno della rivista Domus. Questa esperienza, insieme all’istituzione del Premio Compasso d’Oro (1954) lo porterà a ideare Stile Industria, rivista di cui sarà direttore per tutta la sua durata tra il 1954 e il 1963.
Questo apporto e l'insieme dei suoi numerosi articoli e saggi hanno segnato la storia dell'editoria italiana nel campo del design.
Nel 1956 è tra i fondatori e primo presidente dell'ADI (1956–1957), l’associazione per il disegno industriale. Parteciperà in quegli anni a numerosi convegni internazionali come la Design Conference ad Aspen (1956), la World Design Conference a Tokyo (1960) e alle assemblee dell'International Council of Societies of Industrial Design (ICSID) di Venezia, Parigi e Vienna (1961–63).
Per oltre un ventennio porterà avanti la professione di designer collaborando fin dai primi anni ‘50 aziende come Cassina, Rima, Kartell, Saporiti e Montecatini.
Parallelamente, a partire dal 1952 collaborerà con l'architetto Gio Ponti e l'ingegnere Antonio Fornaroli associandosi allo studio Ponti (poi studio Ponti-Fornaroli-Rosselli, PFR) nel quale continuerà a lavorare come architetto per tutta la sua carriera.
È stato un pioniere del disegno industriale e fautore di una nuova didattica improntata su rigorosi criteri di metodo, introducendo la concezione del progetto come vero e proprio “processo decisionale”, ponendo le basi strutturali per la fondazione dell'Area tecnologica della facoltà di architettura del Politecnico di Milano. A partire dal 1963 terrà infatti il corso di Progettazione artistica per l’industria dirigendo al contempo un gruppo di ricerca composto da numerosi ricercatori tra cui Adriana Baglioni, Costantino Corsini, Luigi Moretti, Marco Simonazzi , Giuseppe Turchini, e Piero Baracchi
Muore a Milano il 10 Luglio 1976.

## Opere

### Disegno industriale[3]
- 1951 Sedia 684 per Cassina
- 1956 Scaldabagno a gas per SIM
- 1957 Unità bagno in materia plastica per Montecatini
- 1957–60 Serie di mobili da ufficio Rima per il grattacielo Pirelli
- 1958 Caldaia a gas Bononia per Saira
- 1959 Distributore di benzina per Nuovo Pignone

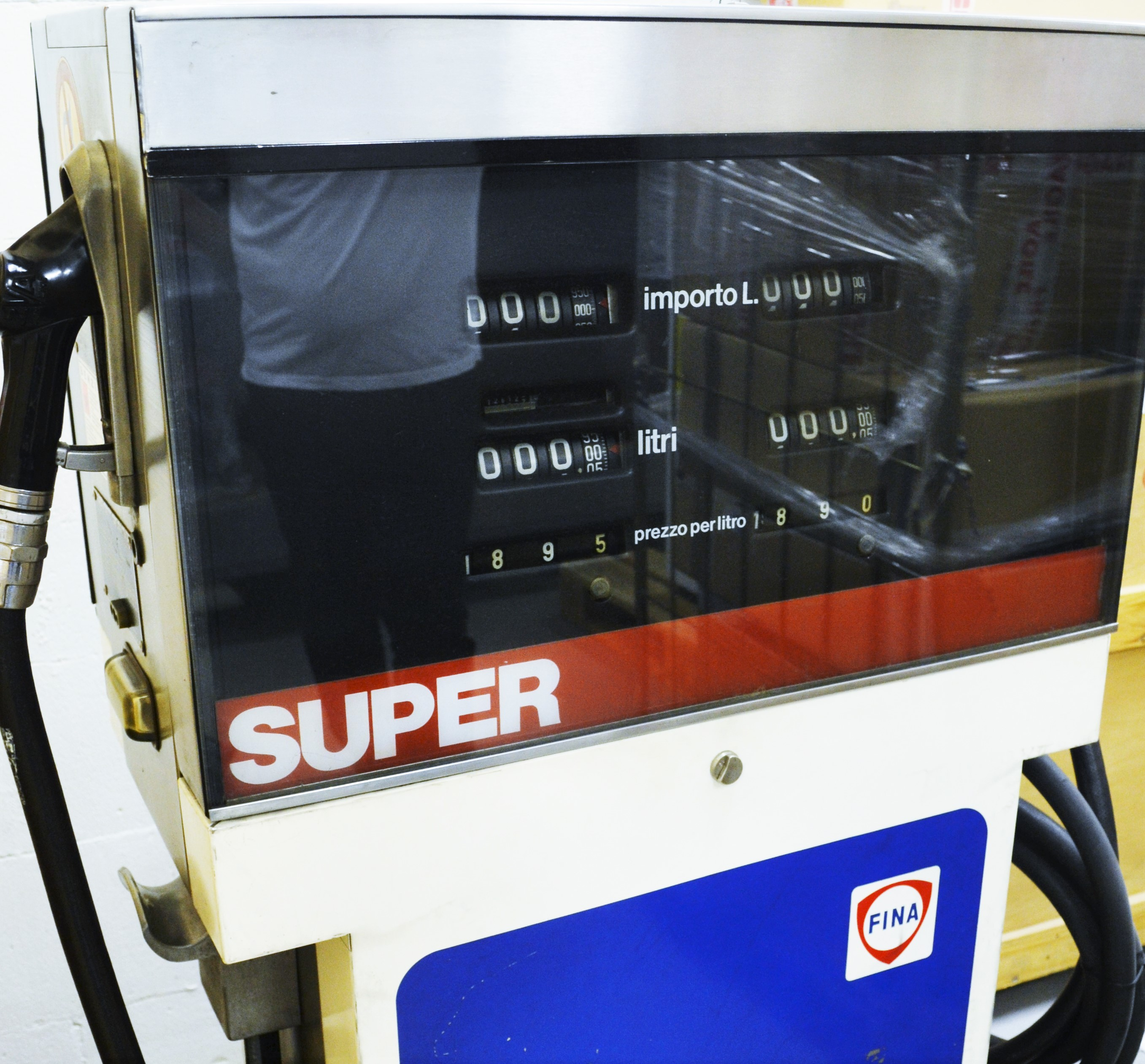
Distributore di benzina disegnato per Nuovo Pignone, 1959

- 1959–62 Poltrona Condor, poltrona Airone e sedia Ibis per Arflex
- 1960 Macchina per caffè serie Brasilia per Pavoni
- 1961 Asciugacapelli Auretta per C.G.E.
- 1967 Tavoli e carrelli componibili per Kartell
- 1969–74 Poltrona Moby Dick, poltroncine Jumbo e Play, sedie Jarana e P800, divano Confidential e altri prodotti per Saporiti
- 1970 Pullman Meteor con Isao Hosoe per Fiat-Orlandi
- 1971 Cabina camion per Fiat-Orlandi
- 1972 Casa mobile con Isao Hosoe per il Museum of Modern Art, New York[8]
- 1973 Sistema di arredamento per ufficio Talking Office per Facomet
- 1974–75 Cucine Domo per OMFA

### Architetture[3]
- 1954 Proposta di casa prefabbricata, X Triennale, Milano
- 1955 Villa Tornaghi, Ospedaletti
- 1956–60 Grattacielo Pirelli, Milano
- 1957 Alloggi lavoratori centrale idroelettrica Santa Giustina
- 1958 Villa Ferrabino, Nole
- 1958 Centrale idroelettrica, Cimego
- 1958–1966 Edificio rotative Corriere della Sera, Milano
- 1959 Padiglione Italia EXPO, Lima
- 1959 Edificio per abitazioni e per uffici ELCO, via Domodossola ang. via Trebazio
- 1959–66 Banca Antoniana, Padova
- 1960 Casa per vacanze, Celerina
- 1961 Edificio per abitazioni, via Marina, Milano
- 1961 Edificio per abitazioni e uffici in via Ripamonti ang. via Pietrasanta
- 1962–64 Edificio Assolombarda, Milano
- 1963 Edificio De Padova, Corso Venezia ang. Via S. Damiano, Milano
- 1963 Villa Formenton, Verona
- 1963 Edificio uffici Rhodiatoce
- 1963–65 Segretariati del governo del Pakistan, Islamabad
- 1964 Ospedale San Carlo Borromeo, Milano
- 1965 Proposta per un grattacielo di 400m
- 1968 Condominio, Almenno
- 1969–70 Proposta di sistema abitazioni prefabbricate
- 1969–77 Piscina, Prè Saint Didier
- 1974–75 Condominio IACP, Limbiate

## Scritti
- Rubrica «Disegno per l'industria» su Domus, 1949–1976
- Editoriali su Stile Industria, 1954–1963
- Gruppo di ricerca diretto da Alberto Rosselli, I metodi del design, Milano, Clup Cooperativa Libraria Universitaria del Politecnico, 1973
- Alberto Rosselli, Lo spazio aperto - Ricerca e progettazione tra design e architettura, Milano, Pizzi Editore, 1974

## Archivio
L’archivio di Alberto Rosselli è conservato a Milano ed è gestito da Paolo Rosselli, il figlio dell’architetto. L’archivio raccoglie un’ampia documentazione di materiale, comprensiva di fotografie originali, disegni, lettere e relazioni di progetto, prototipi e oggetti finiti.
Una parte del materiale originale è stato donato nel 1980 dalla moglie Giovanna Ponti allo CSAC di Parma dove è tuttora conservato.